# Girish Karnad
Girish Karnad était un acteur, réalisateur, metteur en scène, dramaturge, écrivain et boursier Rhodes indien.

## Biographie
Il s'affirma en tant que dramaturge dans les années 1960, marquées par l'émergence d'auteurs indiens écrivant en kannada comme lui (bien qu'il fût de langue maternelle konkani), en bengali comme Badal Sarkar, en marathi comme Vijay Tendulkar (en) ou en hindi comme Mohan Rakesh (en).
En 1998, il reçut le Prix Jnanpith, plus haute récompense littéraire indienne.
Utilisant l'histoire et la mythologie pour traiter des sujets contemporains, il traduisait lui-même ses pièces en anglais.
Ses pièces furent mises en scène par Ebrahim Alkazi (en), B. V. Karanth (en), Alyque Padamsee (en), Prasanna (theatre director) (en), Arvind Gaur, Satyadev Dubey, Vijaya Mehta (en) ou Shyamanand Jalan (en).
Boursier Rhodes, il fut président de l'Oxford Union Society de 1962 à 1963. Après avoir travaillé pour Oxford University Press, il partit à Chennai de 1963 à 1970 où il intégra les The Madras Players (en), une troupe de théâtre amateur. En 1987 et 1988, il enseigna à l'université de Chicago et put avoir une résidence de dramaturge grâce au programme Fulbright. Et ce fut au Guthrie Theater de Minneapolis qu'eut lieu la première de Nagamandala, une de ses pièces les plus connues.
Il fut le directeur de Film and Television Institute of India de 1974 à 1975 et devint président de Sangeet Natak Akademi (en) de 1988 à 1993
Il fut décoré de la Padma Shri, de la Padma Bhushan et reçut quatre Filmfare Awards, équivalents indiens des Césars. Il n'accepta de jouer dans les superproductions de Bollywood que pour gagner les moyens de faire ses films .
Il fut un critique de la radicalité et de l'extrémisme hindou

## Œuvre
En plus d'Antigone de Jean Anouilh, la réécriture du Mahabharata par Rajaji eut une profonde influence sur lui, et un jour des personnages de cette épopée lui inspirèrent des dialogues en kannada. C'est ainsi qu'il publia Yayati en 1961, fondé sur l'histoire de Yayati (en), un des ancêtres des Pandava, qui fut prématurément vieilli par son précepteur Shukra, furieux de son infidélité. Yayati demanda alors à ses fils de sacrifier leurs jeunesses pour lui, et l'un d'eux accepta.
Girish Kamad continua dans cette veine utilisant la mythologie et l'histoire pour traiter de problèmes de crises existentielles de personnages enfermés dans des conflits psychologiques et philosophiques. Sa pièce suivante fut Tughlaq, était sur un sultan de Delhi du quatorzième siècle idéaliste et imprudent, Mouhammed ibn Tughlûq, une allégorie sur l'ère Nehru, commencée dans l'idéalisme et qui s'acheva dans la désillusion
En 1971, sa pièce Hayavadana fut la transposition d'une nouvelle de Thomas Mann de 1940, Les Têtes interverties, tirée d'un texte du onzième siècle, le Kathâsaritsâgara. Dans cette pièce, il utilisa aussi une forme de théâtre populaire indien, le Yakshagana.

## Galerie

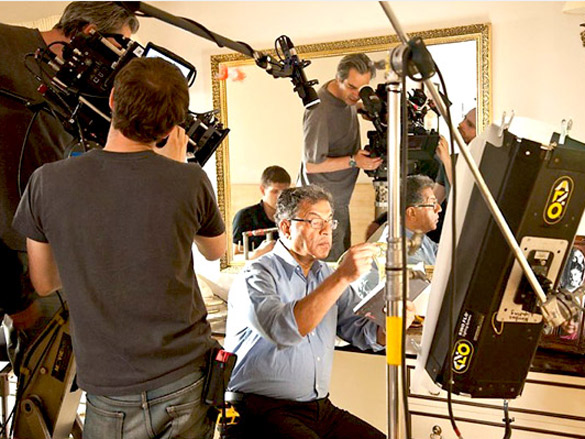
Girish Karnad sur le tournage de Life goes on (film, 2009) (en)
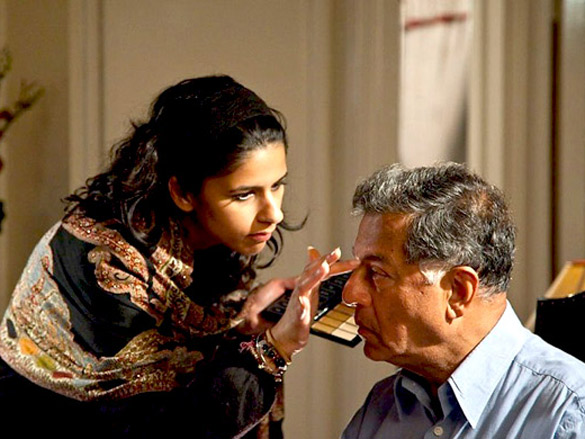
Girish Karnad sur le tournage de Life goes on (film, 2009) (en)
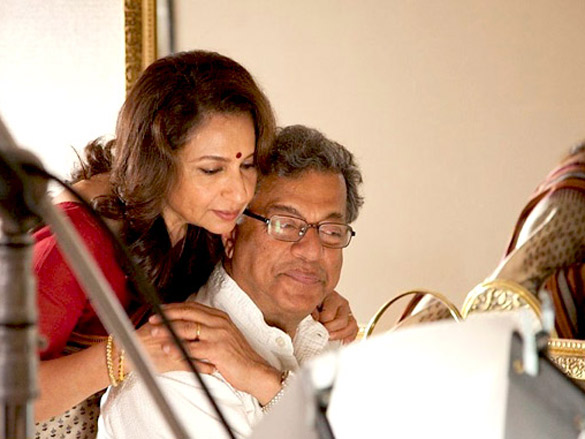
Girish Karnad sur le tournage de Life goes on (film, 2009) (en)
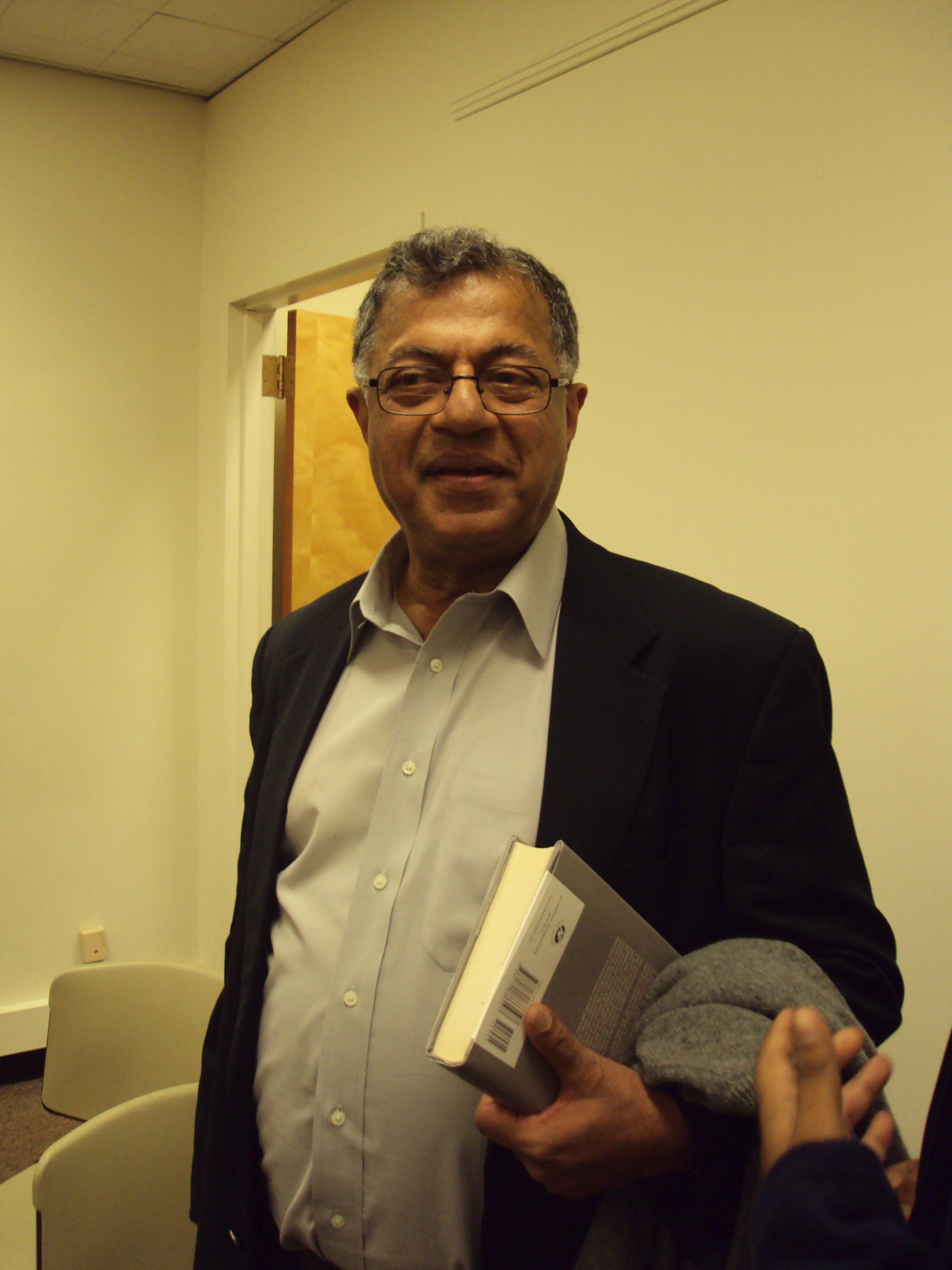
Girish Karnad à Cornell University

## Œuvres théâtrales
- Tughlaq (play) (en)
- Hayavadana (en)
- Taledanda (en)
- Odakalu Bimba (en)
- Naga-Mandala (Pièce avec cobra)[8]
- Les Fleurs [9]

## Filmographie sélective

### Acteur
- 1975 : La Fin de la nuit de Shyam Benegal
- 1976 : Manthan de Shyam Benegal
- 1977 : Swami de Basu Chatterjee
- 1980 : Apne Paraye de Basu Chatterjee
- 1984 : Tarang de Kumar Shahani
- 1994 : Kadhalan de S. Shankar
- 1997 : Minsara Kanavu de Rajiv Menon
- 1998 : China Gate de Rajkumar Santoshi
- 2000 : Hey Ram de Kamal Hassan
- 2006 : Dor de Nagesh Kukunoor
- 2012 : Ek Tha Tiger de Kabir Khan
- 2015 : Rana Vikrama de Pavan Wadeyar (en)
- 2016 : Shivaay de  Ajay Devgan
- 2017 : Tiger Zinda Hai de Ali Abbas Zafar

### Réalisateur
- 1977 : Godhuli

### Scénariste
- 1981 : Kalyug